# Mariana Arimori
Mariana Mie Arimori (* 23. Mai 1986 in São Paulo) ist eine brasilianische Badmintonnationalspielerin. 

## Karriere
Mariana Arimori wurde bei den Panamerikanischen Spielen 2007 jeweils Neunte im Dameneinzel und im Damendoppel. Mit dem Team unterlag sie dort in der Gruppenphase im entscheidenden Spiel um den Einzug ins Halbfinale gegen Mexiko knapp mit 2:3. Bei den Brazil International des Folgejahres stand sie zweimal im Halbfinale und einmal im Viertelfinale.

## Sportliche Erfolge
| Saison | Veranstaltung           | Disziplin   | Platz | Name                               |
| ------ | ----------------------- | ----------- | ----- | ---------------------------------- |
| 2007   | Panamerikanische Spiele | Damendoppel | 9     | Mariana Arimori / Fabiana da Silva |
| 2007   | Panamerikanische Spiele | Dameneinzel | 9     | Mariana Arimori                    |
| 2007   | Panamerikanische Spiele | Team        | 5     | Brasilien                          |
| 2008   | Brazil International    | Damendoppel | 3     | Mariana Arimori / Carolina Settani |
| 2008   | Brazil International    | Dameneinzel | 3     | Mariana Arimori                    |